# Tulpius
Tulpius es un género de arañas araneomorfas de la familia Salticidae. Se encuentra en Centroamérica y Sudamérica.   

## Especies
Según The World Spider Catalog 12.5::
- Tulpius gauchus Bauab & Soares, 1983
- Tulpius hilarus Peckham & Peckham, 1896